# يوهان خواكيم راب
يوهان خواكيم راب (بالألمانية: Johann Leonhard Raab)‏ هو نقاش أطباق نحاسية ‏ ألماني، ولد في 29 مارس 1825 في اونترشفآنينغن في ألمانيا، وتوفي في 2 أبريل 1899 في ميونخ في ألمانيا.